# Jens Olesen (Historiker)
Jens Ejnar Olesen (* 18. Dezember 1950 in Casablanca) ist ein dänischer Historiker mit Schwerpunkt Geschichte Nordeuropas. Bis zu seiner Emeritierung 2017 war er Lehrstuhlinhaber für Nordische Geschichte an der Universität Greifswald.

## Leben und Wirken
Olesen ist dänischer Staatsbürger und studierte nach seiner Abitur 1970 (Viby Amtsgymnasium) Geschichte (Hauptfach), Staatswissenschaften und Nordische Literatur an der Universität Aarhus. Nach dem  abgeschlossenem Studium war er Forschungsstipendiat mit Studien u. a. in Oslo, Stockholm, München, wissenschaftlicher Mitarbeiter, Assistent, Archivar und von 1985 bis 1996 Studienrektor der Dänischen Volksuniversität (Universität Odense). Von Oktober 1996 bis September 2017 war er Inhaber des Lehrstuhls für Nordische Geschichte an der Ernst-Moritz-Arndt-Universität Greifswald.
Olesen promovierte 1980 an der Universität Aarhus mit einer Arbeit zur nordischen Kalmarer Union (Rigsråd – Kongemagt – Union. – Studier over det danske rigsråd og den nordiske kongemagts politik 1434–1449) und veröffentlichte 1983 über die dänische und monarchische Unionspolitik vor dem Hintergrund der entscheidenden Entwicklung der schwedischen Ständegesellschaft während der Regierungszeit Königs Christian I. von Oldenburg (Unionskrige og Stændersamfund. Bidrag til Nordens historie i Kristian I’s regeringstid 1450–1481). Neben weitere Bücher und Publikationen hat er außerdem Quellen publiziert, u. a. die Urkunden und Briefe des Königs Christopher von Bayern (1986). In seiner Forschungen hat er sich nordischen und Ostseeraumbezogenen Themen vom Mittelalter bis in die Gegenwart gewidmet, besonders mit Schwerpunkten im Hoch- und Spätmittelalter, Reformation und der Frühen Neuzeit. Als Lehrstuhlinhaber hat er und seine Mitarbeiter ständig die Relationen zwischen Norden und Kontinentaleuropa sowie die Beziehungen Skandinaviens und Finnlands zu den Ostseeanrainern und darüber hinaus erforscht. Er war u. a. Fachberater und Autor bei der Großen Dänischen National-Enzyklopädie (Mittelalter und frühe Neuzeit bis 1660), Mitredakteur der Zeitschrift „Nyt fra Historien“ (Neues aus der Geschichte, verantwortlich für die Frühe Neuzeit) und hat für andere Nachschlagewerke und Sammelwerke als Autor und Berater gearbeitet. Olesen ist Mitglied mehrerer Editorial and Advisory Boards, u. a. Historisk Tidskrift (Stockholm), Studia Maritima.(Stettin), Baltic Worlds (Södertörn), Westpommersche Rundschau (Stettin) sowie das erste Jahrbuch (Historia 1) der Universität Olsztyn. In den Jahren 2000–2002 war er Prorektor für Internationale Beziehungen der Ernst-Moritz-Arndt-Universität.
Im Jahre 2000 gründete er die Buchreihe „Publikationen des Lehrstuhls für Nordische Geschichte“ (2017: 24 Bände), „Nordische Geschichte“ im LiT-Verlag Berlin/Münster (2020: 14 Bände) sowie 2019 „Studien zur Geschichte der Ostseeregion“ (2020: 2 Bände). Unter seinen vielen Publikationen und Herausgeberschaften verdient besonders die Cambridge History of Scandinavia, Band 2 (1520–1870) hervorgehoben zu werden, das er zusammen mit Erkki Kouri (Helsinki) publizierte.
Olesen ist Mitglied mehrerer wissenschaftlichen Akademien und Gesellschaften in Skandinavien und Finnland, u. a. „Det Kgl. Danske Selskab til Fædrelandets Historie“ (1999). Hinzu kommen „Jysk Selskab for Historie“ (2010 aufgelöst), „Foreningen for Nordeuropæisk Oldtid og Middelalder“ (NOM, bis 1996 einige Jahre als Vorsitzender), Mitbegründer und  Sekretär des Historikervereins auf Fünen („Den Fynske Historikerkreds“) sowie Editionsgesellschaften in Dänemark (Selskabet for Udgivelse af Kilder til Dansk Historie) und in Schweden (Kungliga Samfundet för utgivande av handskrifter rörande Skandinaviens historia). Er war Mitglied des Volksbildungsrates in Dänemark 1986–1996 („Dansk Folkeoplysnings Samråd“) und einige Jahre Mitglied des Vorstandes für „Center for Koldkrigsstudier“ (Syddansk Universitet) nach der Gründung im Jahre 2006. Mehrere Jahre war er Mitglied im wissenschaftlichen Beirat des Pommerschen Landesmuseum, und er ist Mitglied der Historischen Kommission für Pommern. Im Jahre  2007 wurde er als ausländisches Mitglied in die älteste Wissenschaftsakademie Finnlands, der Societas Scientiarum Fennica, gewählt. Auch in der „Suomalainen Tiedeakatemia“ (Academia Scientiarum Fennica) wurde er gewählt (2003). Er ist außerdem korrespondierendes Mitglied der Schwedischen Literatur Gesellschaft in Finnland. Im Jahre 2008 wurde Olesen von der finnischen Präsidentin Tarja Halonen zum Ritter 1. Klasse des Finnischen Ordens der Weißen Rose, der höchsten Auszeichnung der Republik Finnland, ernannt. Für seine Forschungen und Projekte zur nordeuropäischen Geschichte wurde er im Mai 2017 die Ehrendoktorwürde der Universität Helsinki verliehen.
Olesen hat insgesamt drei Festschriften von Doktoranden und Fachkollegen erhalten.

## Werke (Auswahl)

### Monografien
- Der Einfluss dänischer Klöster auf den Ostseeraum. Greifswald-Leidorf 2009, ISBN 978-3-89646-466-8.
- Schwedisch-Pommern in der schwedischen Politik nach 1806. Greifswald-Köln, 2008, ISBN 978-3-412-20108-1.
- Die Universität Greifswald in der Bildungslandschaft des Ostseeraumes. Berlin 2007, ISBN 978-3-8258-0189-2 (mit Dirk Alvermann und Nils Jörn)
- Studia Nordica Greifswaldensia. Greifswald 2004, ISBN 3-86006-227-1.
- Schwedisch-Pommern und das Königtum Schwedens im 18. Jahrhundert. Greifswald 1999, ISBN 3-86006-129-1.
- Unionskrige og stændersamfund: bidrag til Nordens historie i Kristian I's regeringstid 1450–1481. Arhus 1983, ISBN 87-504-0486-5.
- Rigsråd, Kongemagt, Union: studier over det danske rigsråd og den nordiske kongemagts politik 1434–1449. Arhus 1980, ISBN 87-504-0451-2.

### Herausgeberschaften
- hrsg. mit Michael Busch, Stefan Kroll, Martin Schoebel, Reinhard Zölitz: Die schwedische Landesaufnahme von Pommern 1692–1709 – Perspektiven eines Editionsprojekts. Beiträge des Workshops am 9. und 10. Oktober 2009 im Pommerschen Landesmuseum Greifswald (= Die schwedische Landesaufnahme von Vorpommern 1692–1709, Sonderband 2). Ludwig, Kiel 2011, ISBN 978-3-86935-050-9.